# Oligobregma oculata
Oligobregma oculata är en ringmaskart som beskrevs av Kudenov och Blake 1978. Oligobregma oculata ingår i släktet Oligobregma och familjen Scalibregmatidae. Inga underarter finns listade i Catalogue of Life.